# Szent Márk-torony
A Szent Márk-torony (máltaiul: Torri ta' San Mark), eredetileg Torre del Cortin más néven Qalet Marku torony (máltaiul: Torri ta' Qalet Marku) kis őrtorony Máltán, a Naxxar közelében fekvő Baħar iċ-Ċagħaq településen. Egyike azoknak az erődtornyoknak, amelyeket az 58. máltai nagymester De Redín építtetett a szigetek partvédelmi hálózatának részeként 1658-ban. A tornyot 1997-ben restaurálták, napjainkban is jó állapotban van. 

## Története

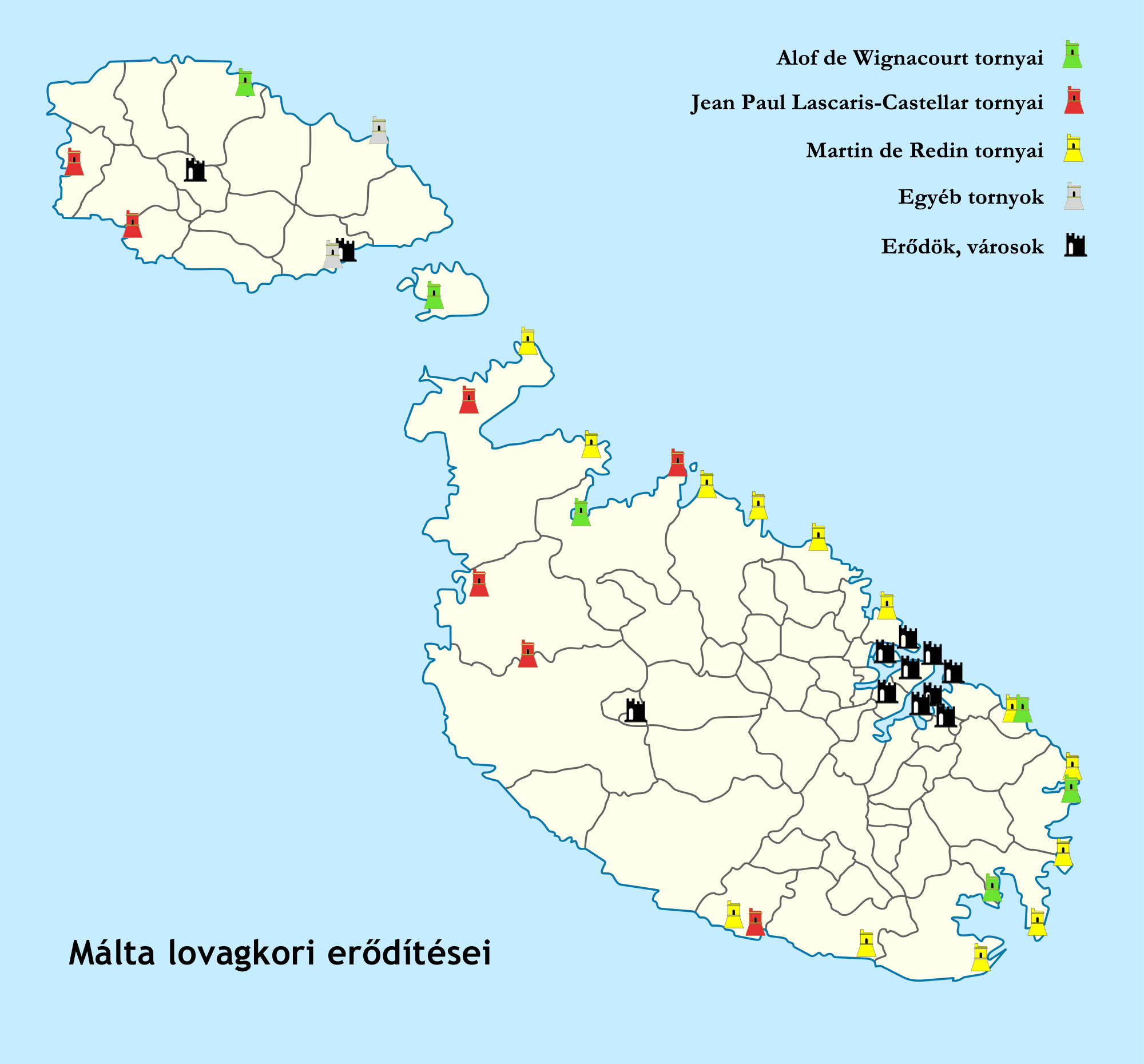
Málta 1530–1798 között épült partvédelmi rendszere

A Szent Márk-torony Málta északi részén Baħar iċ-Ċagħaq településen épült egy középkori őrhely helyén, Martín de Redín nagymester magisztrátusa idején 1658-ban. A nagymester – elődjének példáját követve – összesen tizenhárom hasonló kisméretű őrtornyot építtetett a szigetek partjainak azon részein, ahol a terep lehetővé tette a kikötést. A tornyok elsődleges szerepe a part megfigyelése és az ellenséges hajók közeledtére való figyelmeztetés volt, megelőzve a váratlan támadásokat. Egymástól látótávolságára építették őket, hogy lövéssel, füst- és tűzjelekkel éjjel-nappal üzenhesenek egymásnak és szükség esetén riasszák az nagyobb erődökben állomásozó alakulatokat.
Formailag ez a torony is a szabványos mintát követi: alaprajza négyzetes, kétszintes, lapostetős, amelyen mellvéd fut körbe és egy kis lőportorony áll rajta. Az alsó szint falai enyhén befelé dűtöttek, bejárata a szárazföld felőli oldalon, a felső emeleten nyílik, ahová eredetileg csak létrán lehetett feljutni. A belső tér egymás felett két helyiséget alkot, az alsó szint ablaktalan, valószínűleg raktárként használták, a felső szinten volt az őrhely és a katonák lakótere. A tetőre csigalépcső vezetett. Viszonylag kevés fegyverzettel rendelkezett; az őrszolgálatot három, négy ember látta el.
1741-ben a toronyhoz közeli sziklákba aknát (fougasse) ástak, ami idővel betemetődött és csak 2014-ben találtak rá ismét a környéken végzett útmunkák során.
A Szent Márk-tornyot 1743-ban elhagyták, majd ötven évvel később 1792-ben, amikor Bonaparte – félúton Egyiptom felé – elfoglalta Máltát, egy három fontos ágyúval szerelték fel. A brit időszakban is használatban volt, ekkor a torony elé kis őrhelyet építettek, ami idővel összeomlott.
A torony 1997-ben a Din l-Art Ħelwa műemlékvédő szervezet gondozásába került, restaurálták, és előzetes bejelentkezés alapján látogatható.

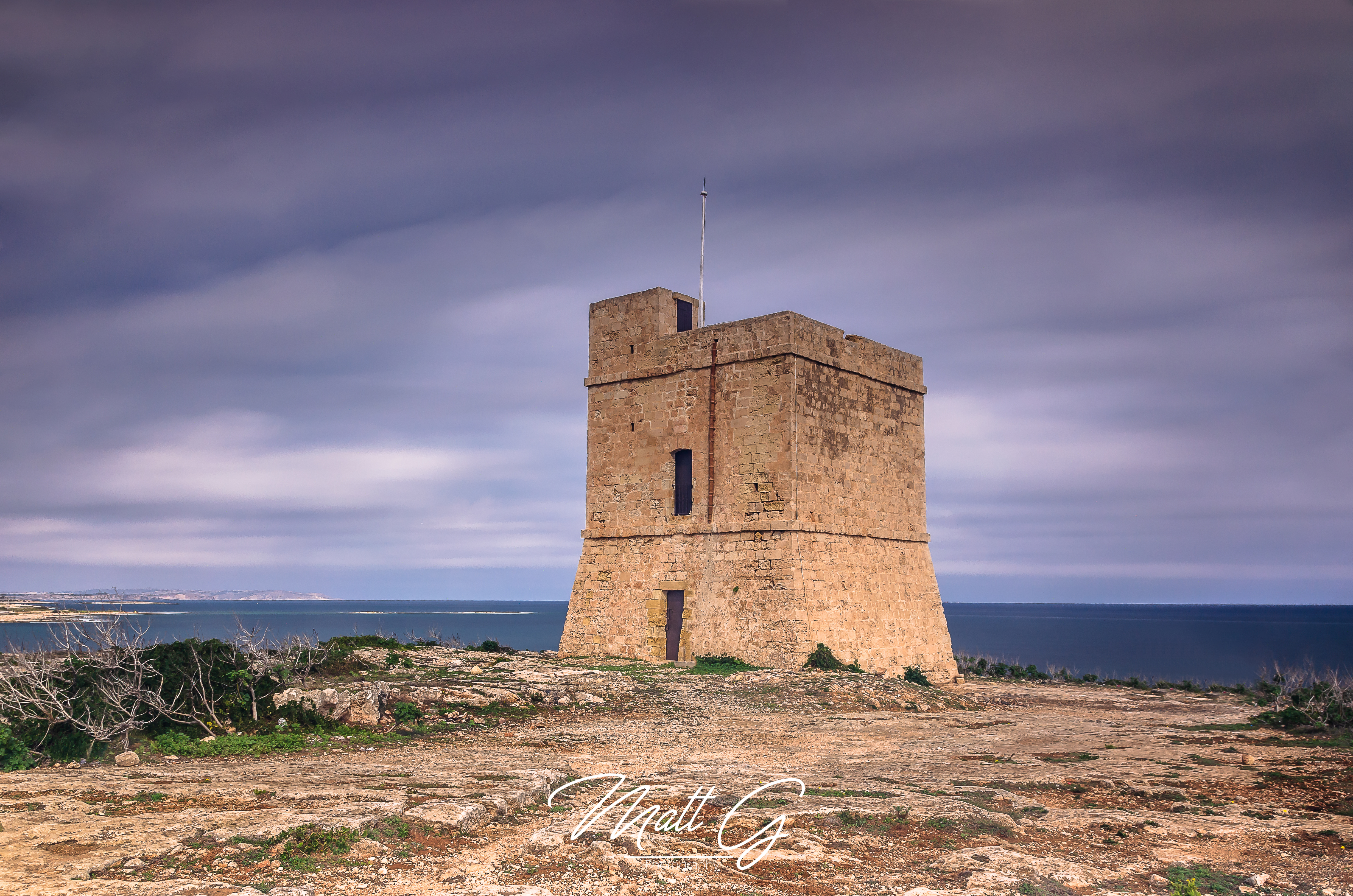
A Szent Márk-torony
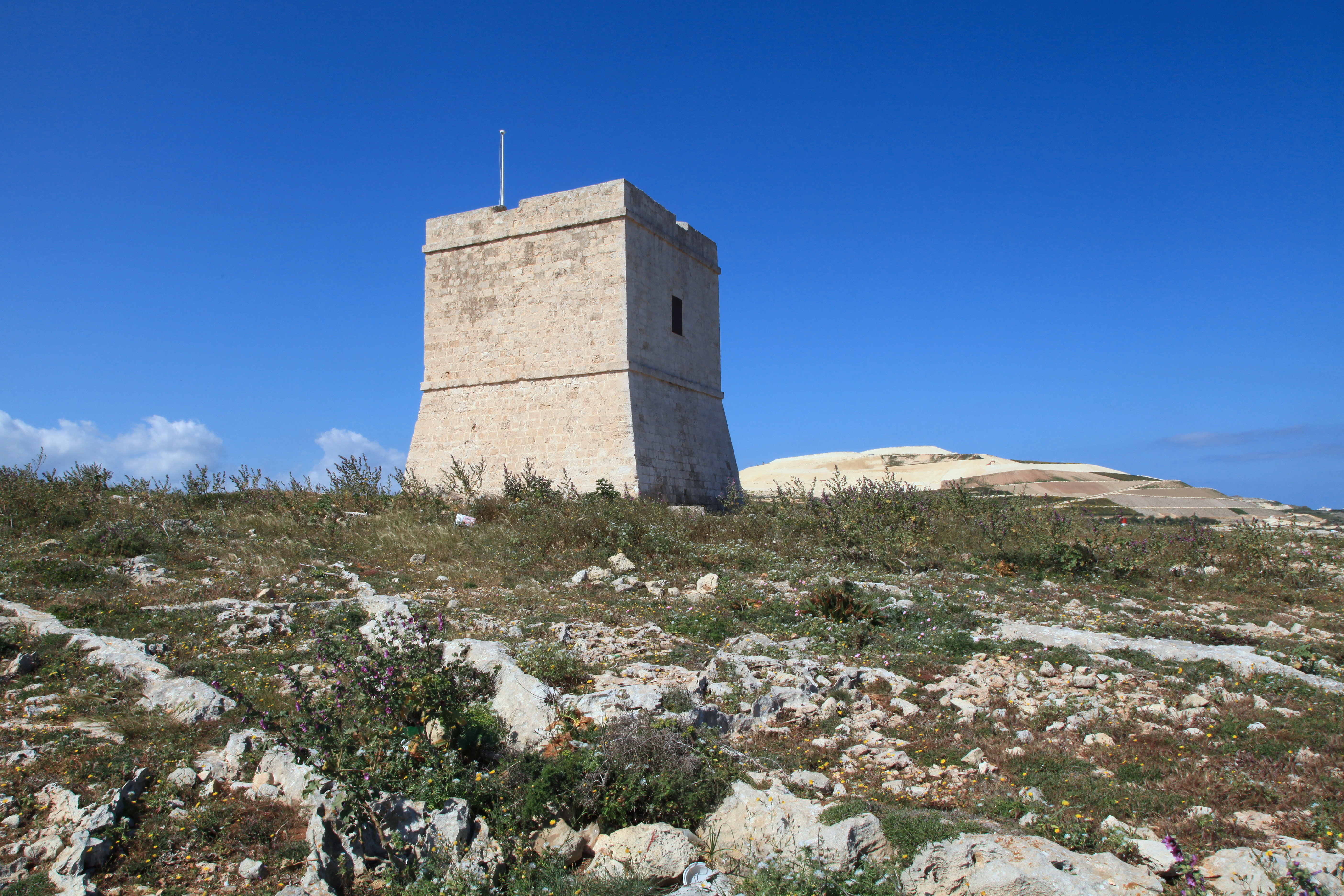
A torony tengerre néző oldala
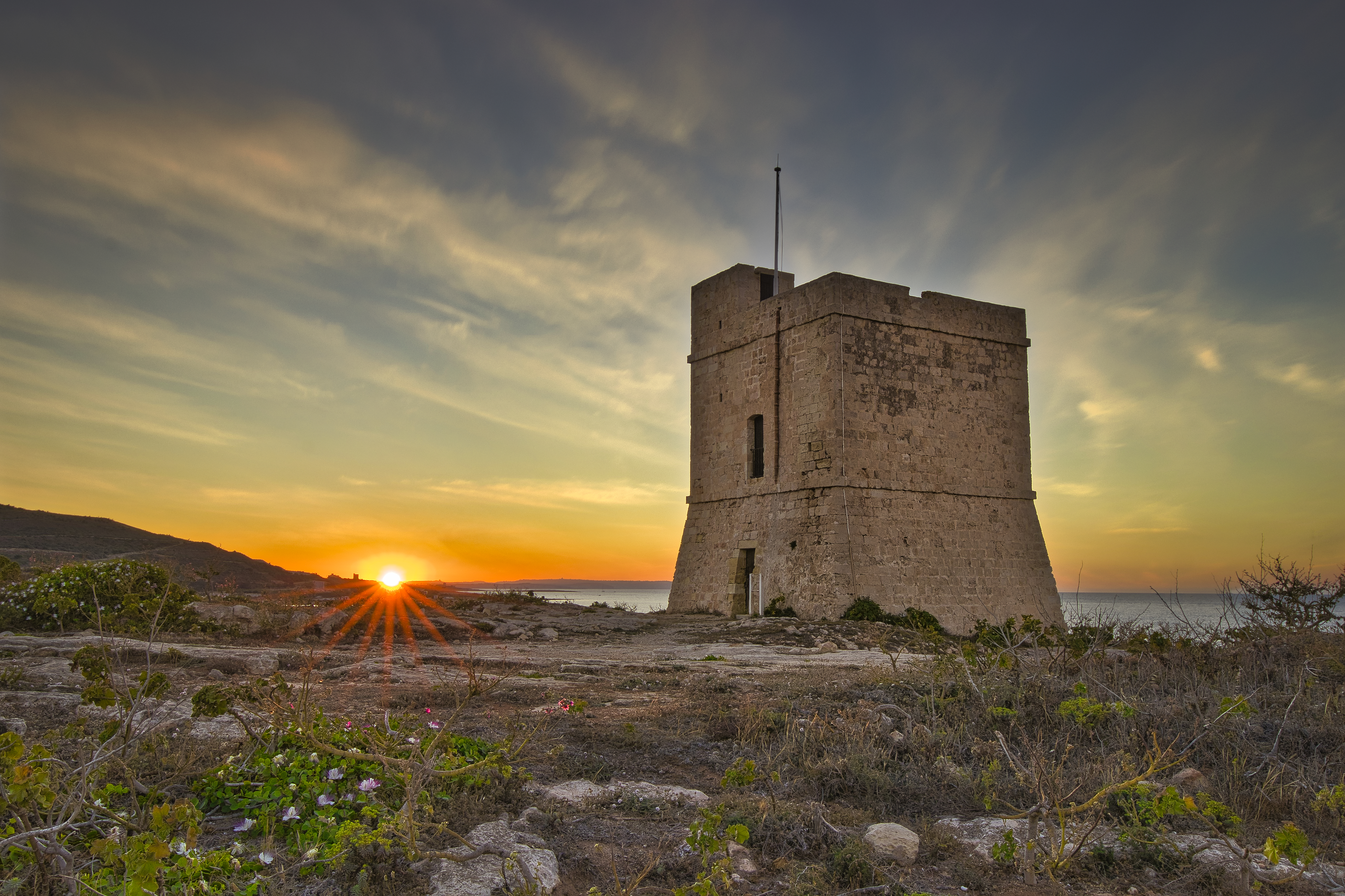
Naplemente a Szent Márk-toronynál

## Fordítás
Ez a szócikk részben vagy egészben  a    Saint Mark's Tower című angol Wikipédia-szócikk fordításán alapul.  Az eredeti cikk szerkesztőit annak laptörténete sorolja fel. Ez a jelzés csupán a megfogalmazás eredetét és a szerzői jogokat jelzi, nem szolgál a cikkben szereplő információk forrásmegjelöléseként.

## Külső hivatkozások
- A máltai szigetek kulturális javainak nemzeti jegyzéke